# Amauropelta nockiana
Amauropelta nockiana là một loài thực vật có mạch trong họ Thelypteridaceae. Loài này được (Jenman) Pic. Serm. mô tả khoa học đầu tiên năm 1977.